# Kline (illustratore)
Kline, pseudonimo di Roger Chevallier (Tressaint, 3 giugno 1921 – Parigi, 6 maggio 2013), è stato un illustratore e fumettista francese.

## Biografia
Nato nella Côtes-du-Nord, decise di diventare architetto e seguì l'Accademia Belle Arti a Rouen. Poi, molto rapidamente, si rivolse allo studio di pittura e realizzò due mostre esponendo il proprio lavoro.
Sotto l'occupazione tedesca si trasferì a Parigi: "Non essendo in ordine, pensavo che in una grande città sarei passato più facilmente inosservato". A Parigi iniziò la sua carriera professionale come illustratore. Dal 1945 al 1947 pubblicò vari racconti composti da sette a otto tavole e una serie a puntate, al ritmo di due tavole a settimana per un totale di 139 tavole pubblicate, Kaza le Martien nel settimanale OK. Grazie a questo giornale incontrò altri illustratori e in particolare Albert Uderzo.
Dal 1948 al 1956 lavorò insieme ad altri illustratori alle pubblicazioni Marijac (Coq Hardi, Mireille e Pierrot) e anche alla rivista Fillette della Parisian Publishing Company (SPE). Lavorò alla SPE a fianco di molti illustratori: Dut, Marin, Pierre Le Guen, Noël Gloesner, Edmond Calvo e Christian Mathelot. La sua collaborazione con le pubblicazioni Marijac cessò nel 1957, mentre continuò a lavorare alla SPE fino al 1961.
Nel 1960, la sua carriera prese una svolta quando entrò a far parte delle edizioni Vaillant e iniziò a lavorare sul personaggio di Davy Crockett con la sceneggiatura di Jean Ollivier. Fino al 1969 disegnava, generalmente in dodici tavole, poco meno di sessanta racconti furono pubblicati su Vaillant e poi su Vaillant le journal de Pif. Furono anche pubblicati due album con copertina rigida.
Nel 1969, con il passaggio alla formula Pif Gadget, Kline e Jean Ollivier lanciarono un nuovo personaggio: Loup Noir. Dal 1969 al 1980 furono pubblicate più di 160 storie da sette a dodici tavole per due soli album con copertina rigida.
Alle Editions Vaillant simpatizzò con molti autori: Marcello, Cézard, Lucien Nortier, Yannick, Cance, Gérald Forton, Jean Tabary, Mas, Eduardo Teixeira Coelho, Michel Motti.
Dal 1981 al 1995 disegnò diversi racconti a tema storico a fumetti, poi definitivamente abbandonati nel 1995.

## Serie principale
- Davy Crockett
- Kaza il marziano

- Lupo nero[8][5]

## Pubblicazioni
- Colonel X, sceneggiatura di Marijac, (edizioni Taupinambour)
  - Colonel X Adventure in Tibet (2011)

- Davy Crockett, sceneggiatura di Jean Ollivier, raccolta "Images et aventures", (Éditions Vaillant)
  - Davy Crockett vs. the Otters Men (1963)
  - Davy Crockett sulla pista bruciata T.2 (1964)
- 2000 anni di storia, sceneggiatura di J. Pénichon e Jean Pasquelin, (edizioni IDProgram, Banca regionale del Crédit Agricole Mutuel du Gard)· 
  - 2000 anni di storia del Gard (1981)
- Dinan through the age (edizioni IDP, Young Economic Chamber of Dinan and Pays de Rance), 1986
- L'Introuvable, sceneggiatura di Marijac, (edizioni Ribedit)
  - Roland principe dei boschi (1984)
- Loup Noir, sceneggiatura di Jean Ollivier, Sylvie Bonino colors, (Pif Editions)
  - Shorty's Date (2005)
- Loup Noir, sceneggiatura di Jean Ollivier, (edizioni Taupinambour)
  - Il prato dei Comanches (2012)
  - Il crine rosso dei corvi (2012)
  - Father of Bisons (2008)
  - Alliance of Wolves (2008)
  - The Funeral Song (2010)
  - Le quattro prove (2011)
- Magda, (edizioni SPE)
  - Magda e le spie (1959)
  - Magda Detective (1959)
- Mondial aventures, dopo Alexandre Dumas, (casa editrice parigina)
  - La giovinezza di Robin Hood (1957)
- Stany Beule Dans La Lune, (edizioni Apex), 1993)